# Anobothrella antarctica
Anobothrella antarctica är en ringmaskart som först beskrevs av Monro 1939.  Anobothrella antarctica ingår i släktet Anobothrella och familjen Ampharetidae. Inga underarter finns listade i Catalogue of Life.